# بزرگراه شهید محلاتی
بزرگراه شهید آیت الله محلاتی با نام پیشین بزرگراه آهنگ و با شماره گذاری بزرگراهی بزرگراه ۱۸ تهران یکی از بزرگراه‌های شرقی-غربی شهر تهران است؛ که در منطقه ۱۲ و ۱۴ واقع شده است. این بزرگراه از شرق و از بزرگراه بسیج آغاز شده و پس از گذر از بزرگراه امام علی در میدان محلاتی تا خیابان ۱۵ خرداد غربی‌ترین نقطه آن امتداد دارد.

## تقاطع‌ها
| از شرق به غرب       | از شرق به غرب       | از شرق به غرب |
| ------------------- | ------------------- | ------------- |
|                     | بزرگراه بسیج        |               |
| ایستگاه متروی بسیج  |                     |               |
| دوربرگردان          |                     |               |
|                     | بلوار ابوذر         |               |
| دوربرگردان          |                     |               |
|                     | بلوار نبرد          |               |
| دوربرگردان          |                     |               |
| پایانه شهید محلاتی  |                     |               |
| ایستگاه متروی آهنگ  |                     |               |
|                     | خیابان شاه آبادی    |               |
| میدان محلاتی (آهنگ) | بزرگراه امام علی    |               |
|                     | خیابان مخبر         |               |
|                     | خیابان هفده شهریور  |               |
| دوربرگردان          |                     |               |
| پل ری               | خیابان ری           |               |
|                     | خیابان پانزده خرداد |               |
| از غرب به شرق       |                     |               |